# ترافيس ألين
ترافيس ألين (بالإنجليزية: Travis Allen)‏ هو سياسي أمريكي، ولد في 14 سبتمبر 1973 في الولايات المتحدة. حزبياً، نشط في الحزب الجمهوري. وقد انتخب عضو جمعية ولاية كاليفورنيا.

## وصلات خارجية
- الموقع الرسمي